# Alexis Julius Wendt
Alexis Julius Wendt (ur. 20 kwietnia 1821 w Gdańsku, zm. 19 listopada 1901 w Berlinie) – gdański kupiec, neapolitański urzędnik konsularny.

## Życiorys
Rodzicami byli Ernst Emmanuel (Immanuel) Wendt (1778–1872), kupiec zbożowy, oraz Johanna Ernestine Antoinette Jantzen. Skarbnik agencji w Gdańsku Towarzystwa Ubezpieczeń na Życie w Lubece (Lebensversicherungsgesellschaft zu Lübeck) (1849–), wicekonsul Neapolu i Sycylii (1855–1861), konsul Włoch (1861–1868), właściciel majątku Sulicice (Sulitz), pow. Puck (1860–1866), wraz z pałacem z XVIII/XIX w.; po śmierci swojego brata Carla Hermanna Wendta (1829–1885), właściciel majątku Szadółki (Schüddelkau) z cegielnią w powiecie Gdańskie Wyżyny, obecnie w granicach miasta Gdańska. Był członkiem Korporacji Kupców Gdańskich (Die Korporation der Kaufmannschaft zu Danzig). Alexis Julius Wendt wziął udział w wypadku drogowym - został przejechany w Berlinie i wyniku którego zmarł na niewydolność serca.
Urzędnikami konsularnym byli też – jego brat dr praw Ernst Emil Wendt (1818–1893), konsul generalny Niemiec w Londynie, oraz syn Julius Ernst Franz Wendt (1848–1889), sekretarz Konsulatu Generalnego Niemiec w Rydze (1877), który zmarł w Oranie w Algierii na żółtą febrę.